# كارلوس مينه
كارلوس مينه (بالإسبانية: Carlos Mina)‏ هو لاعب كرة قدم كولومبي، ولد في 1 فبراير 1971. لعب مع ديبورتيس أنتوفاغاستا.